# Mercedes-Benz W02
Mercedes-Benz 8/38 PS / Stuttgart 200 är en personbil, tillverkad av den tyska biltillverkaren Mercedes-Benz mellan 1926 och 1933.
Mercedes-Benz 8/38 PS presenterades på bilsalongen i Berlin hösten 1926. Bilen fick en dålig start, då priset var alltför högt i förhållande till konkurrenterna och bilen led dessutom av allehanda problem och småfel. Priset sänktes redan ett år efter introduktionen, men barnsjukdomarna bestod. Chefskonstruktören Ferdinand Porsches ovilja att ta tag i problemen ledde till att han i slutet av 1928 i praktiken fick sparken på grund av samarbetssvårigheter med både kollegor och företagsledning.
Efterträdaren Hans Nibels första uppgift blev att få stil på 8/38:n. Uppdraget lyckades och hösten 1928 döptes modellen om till Stuttgart 200, kanske mest för att få kunderna att glömma de tidigare problemen. 
Mercedes-Benz byggde även en lätt lastbil, kallad L ¾, baserad på W02:an.
Motor
| Modell | Motor                  | Cylindervolym | Effekt | Bränslesystem   |
| ------ | ---------------------- | ------------- | ------ | --------------- |
| 200    | M02: 6-cyl radmotor sv | 1988 cm³      | 38 hk  | Enkel förgasare |

Tillverkning
| Modell | Antal  |
| ------ | ------ |
| 200    | 15 557 |